# دبليو. جون وليامز
دبليو. جون وليامز (بالويلزية: W. Llewelyn Williams)‏ هو صحفي ومحام بالقضاء العالي وكاتب وسياسي بريطاني (وحمل سابقاً جنسية المملكة المتحدة لبريطانيا العظمى وأيرلندا)، ولد في 10 مارس 1867 في المملكة المتحدة، وتوفي في 22 أبريل 1922. حزبياً، نشط في الحزب الليبرالي. في الانتخابات العامة في المملكة المتحدة 1906 ‏، انتخب عضو برلمان المملكة المتحدة الـ28 عن دائرة Carmarthen ‏ (12 يناير 1906 – 10 يناير 1910) وفي الانتخابات العمومية البريطانية في يناير 1910 ‏، انتخب عضو برلمان المملكة المتحدة الـ29 عن دائرة Carmarthen ‏ (15 يناير 1910 – 28 نوفمبر 1910) وفي الانتخابات العمومية البريطانية في ديسمبر 1910 ‏، انتخب عضو برلمان المملكة المتحدة الـ30 عن دائرة Carmarthen ‏ (3 ديسمبر 1910 – 25 نوفمبر 1918).